# Сінай (меч)

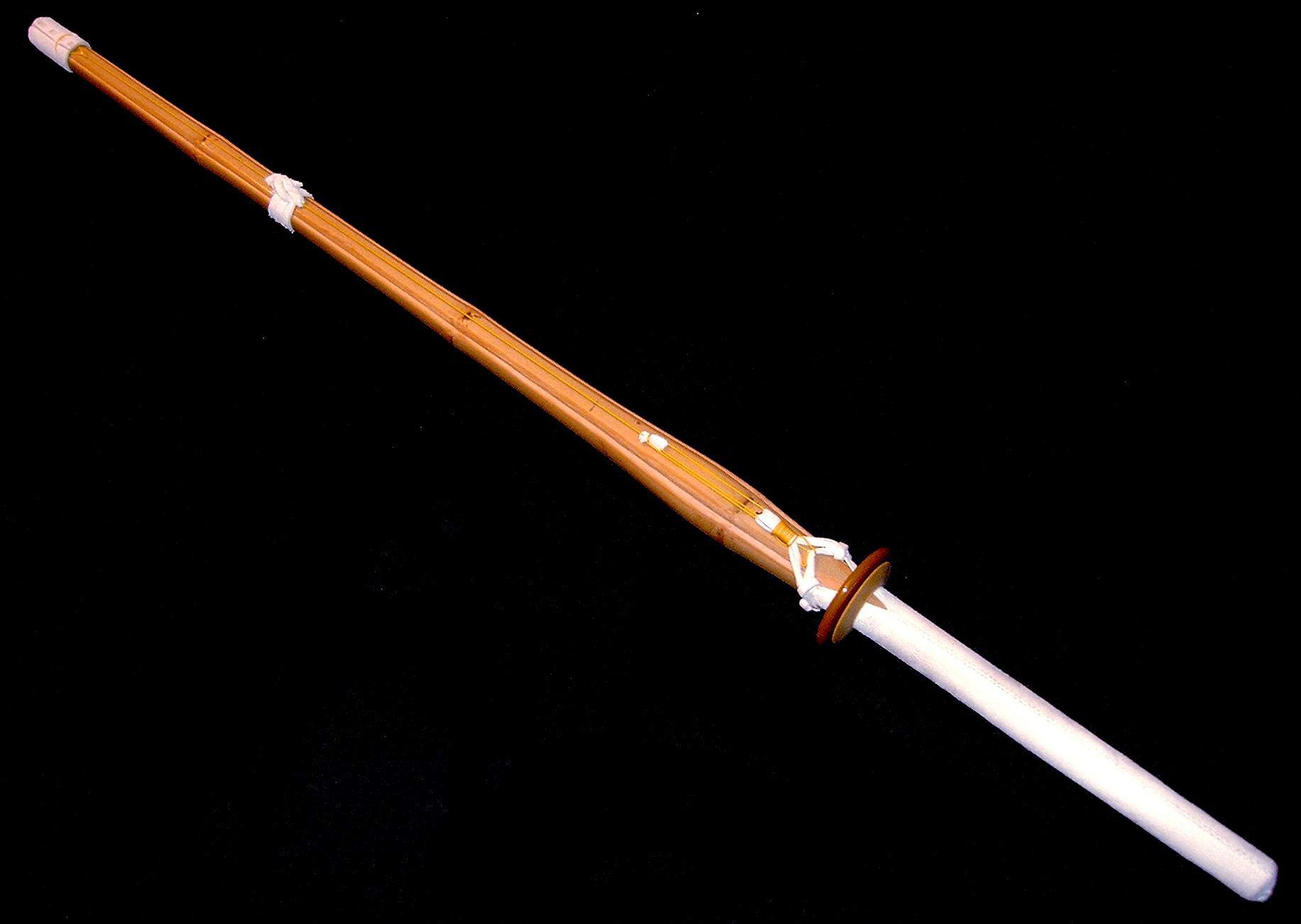
Бамбуковий сінай

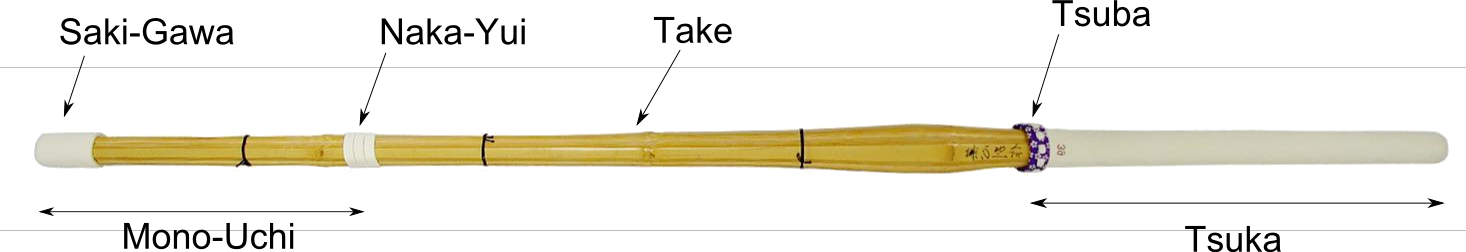
Конструкція сіная

Сіна́й, шінай (яп. 竹刀 — «бамбуковий меч») — бамбуковий меч, який застосується у тренуваннях з японського фехтування кендо. Існують також пластикові мечі, які використовуються під час змагань. Їх також називають «сінаями».

## Конструкція
Сінай складається з чотирьох бамбукових смуг (таке), мотузки (цуру), шкіряних руків'я (цукаґава), наконечника (сакіґава) і зав'язки (накаюй), а також гарди (цуба) і її гумового закріплювача (цубадоме). Бамбукові смуги скріплюються з обох сторін шкіряними руків'ям і наконечником, які, у свою чергу, міцно закріплюються мотузкою. Для позначення ударної частини сіная і забезпечення доброї натяжки мотузки використовується зав'язка.

## Параметри
Довжина сіная різниться від віку фехтувальника:
- 10-14 років — 109 см;
- 14-16 років — 112 см;
- від 18 років — 115 см-118 см.